# وزارة المساواة (زامبيا)
وزارة المساواة هي وزارة في زامبيا يرأسها وزير المساواة. تأسست الوزارة في 2012 من خلال دمج إدارة المساواة في إدارة التنمية التابعة لمكتب مجلس الوزراء مع إدارة تنمية الطفل التابعة لوزارة تنمية المجتمع وصحة الأم والطفل. بالرغم من ذلك، فقد تم ضم قسم تنمية الطفل في 2016 إلى وزارة الشباب والرياضة وتنمية الطفل، وأُعيدت تسميتها لتصبح وزارة المساواة.

## قائمة الوزراء
| الوزير                  | الحزب        | بداية المدة | نهاية المدة |
| وزير الجنس وتنمية الطفل |              |             |             |
| إينونج وينا             | الحزب الوطني | 2012        | 2015        |
| نكاندو لوه              | الحزب الوطني | 2015        | 2016        |
| وزير الجنس              |              |             |             |
| فيكتوريا كلمة           | الحزب الوطني | 2016        | 2018        |

### نواب الوزراء
| نائب الوزير                  | الحزب        | بداية المدة | نهاية المدة |
| نائب وزير الجنس وتنمية الطفل |              |             |             |
| استير باندا                  | الحزب الوطني | 2012        | 2015        |

## وصلات خارجية
- الموقع الرسمي